# Svend Dyrings Hus
Svend Dyrings Hus er en dansk stumfilm fra 1908 produceret af Nordisk Films Kompagni og instrueret af Viggo Larsen, der også skrev filmens manuskript. Manuskriptet er baseret på Henrik Hertz' skuespil af samme navn.
Filmen havde dansk premiere i Biograf-Theatret og blev i engelsktalende lande distribueret under titlen The Stepmother og i tysktalende lande som Die Stiefmutter. 

## Handling
Da hans hustru dør, gifter ridder Svend Dyring sig igen med den statelige fru Guldborg. Lidet ved den gode ridder, at fru Guldborg i virkeligheden er ondskaben selv, og at hun og datteren Ragnhild piner ridderens børn, når han ikke er hjemme. Da Svend Dyring en dag kommer til skade ved en jagtulykke, påtager den ældste datter Regitze sig at passe sin far. Fru Guldborg ser til i misundelse, mens far og datter-forholdet styrkes. I al hemmelighed planlægger hun, hvordan hun skal skaffe datteren af vejen.
‘Svend Dyrings Hus’ er baseret på Henrik Hertz' skuespil af samme navn og er en af de tidligste danske film, vi har bevaret. Den er et godt et eksempel på, hvordan man tidligt i filmens historie begyndte at “låne indhold” fra andre kunstarter såsom skuespil og romaner.

## Medvirkende
- Petrine Sonne som moderen, der dør
- Viggo Larsen, som faderen
- Agnes Nørlund, som barnepigen
- Gustave Lund, som præsten
- Holger-Madsen
- Lauritz Olsen